# Werner Henning
Werner Henning (* 1. Oktober 1956 in Kella, Eichsfeld) ist ein deutscher Politiker (CDU). Henning war von 1994 bis 2024 Landrat des Landkreises Eichsfeld und zuvor seit 1990 Landrat des Landkreises Heiligenstadt.

## Leben
Nach seinem Abitur an der Erweiterten Oberschule Gerhart Hauptmann in Wernigerode absolvierte Henning ein Studium der Germanistik und Kunstwissenschaften an der Martin-Luther-Universität in Halle (Saale). An den Studienabschluss 1981 als Diplomlehrer für Deutsch und Musik schloss sich ein Forschungsstudium am Wissenschaftsbereich Deutsche Literatur der Universität Halle an.
Nach seiner Dissertation mit dem Titel „Ernst und Falk - Gespräche für Freimäurer“ (zum gleichnamigen Werk von Gotthold Ephraim Lessing) im Jahr 1986 arbeitete Henning am Goethe-Schiller-Archiv in Weimar. Ab 1988 war er als Leiter Sozialwesen und Leiter Materialwirtschaft der Eichsfelder Bekleidungswerke in Heiligenstadt tätig. Im Herbst 1989 trat er bei Demonstrationen gegen das DDR-Regime in Heiligenstadt als Redner auf.
Henning ist in Geismar zuhause.

### Politische Karriere
Schon als Abiturient wurde Henning Mitglied der CDU der DDR. Im Zuge der politischen Wende in der DDR wurde Henning am 7. Dezember 1989 zum Vorsitzenden des Rates des Kreises Heiligenstadt gewählt. Eine seiner ersten Amtshandlungen war die Anweisung zur Öffnung der Innerdeutschen Grenze bei Bischhausen.
Bei der Wahl im März 1990 erhielt Henning einen Sitz in der Volkskammer. 1990 wurde er Landrat des Kreises Heiligenstadt. Als dieser im Zuge der Kreisreform Thüringen 1994 mit dem Kreis Worbis zum Landkreis Eichsfeld verschmolz, wurde er 1994 zu dessen Landrat gewählt. Ein Angebot der damaligen Ministerpräsidentin Christine Lieberknecht, den Posten als Thüringer Innenminister zu übernehmen, lehnte Henning ab.
Henning trat nach 35 Jahren Lokalpolitik bei den Kommunalwahlen in Thüringen am 26. Mai 2024 aus Altersgründen nicht wieder an. Er war zuletzt der dienstälteste Landrat Deutschlands.

### Sonstiges Engagement
In Heiligenstadt war Henning in den 1980er-Jahren am Aufbau des Literaturmuseums „Theodor Storm“ beteiligt.

## Politische Standpunkte
Henning setzte sich 1990 für eine Vereinigung des thüringischen und niedersächsischen Eichsfeldes ein, verbunden mit einem Übertritt der Kreise Heiligenstadt und Worbis in das Bundesland Niedersachsen. Diese Zielstellung wiederholte er 2013, als die Thüringische Landesregierung (Kabinett Lieberknecht) darüber nachdachte, im Zuge einer zweiten Kreisgebietsreform in Thüringen den Landkreis Eichsfeld aufzulösen. Er trat 2015 vehement für die Selbstständigkeit des Eichsfeldkreises ein.